# Liga Portuguesa de Basquetebol 2019-2020
La Liga Portuguesa de Basquetebol 2019-2020 è stato il massimo campionato maschile di pallacanestro in Portogallo. Venne cancellato a seguito dell'emergenza da pandemia COVID-19.

## Prima fase

### Classifica provvisoria
Classifica provvisoria alla nona giornata di ritorno
| Posizione | Squadra              | Giocate | Vinte | Perse | Punti fatti | Punti subiti | Differenza | Punti |
| --------- | -------------------- | ------- | ----- | ----- | ----------- | ------------ | ---------- | ----- |
| 1         | Sporting             | 22      | 18    | 4     | 2055        | 1945         | +110       | 43    |
| 2         | Benfica              | 22      | 20    | 2     | 1976        | 1562         | +414       | 42    |
| 3         | Porto                | 22      | 18    | 4     | 1906        | 1649         | +257       | 40    |
| 4         | Oliveirense          | 22      | 14    | 8     | 1846        | 1663         | +183       | 36    |
| 5         | Vitória de Guimarães | 22      | 14    | 8     | 1796        | 1726         | +70        | 36    |
| 6         | Barreiro             | 22      | 11    | 11    | 1821        | 1804         | +17        | 33    |
| 7         | CAB Madeira          | 22      | 10    | 12    | 1742        | 1829         | -87        | 32    |
| 8         | Esgueira             | 22      | 9     | 13    | 1743        | 1688         | +55        | 31    |
| 9         | Lusitânia            | 22      | 9     | 13    | 1729        | 1847         | -118       | 31    |
| 10        | Ovarense             | 22      | 9     | 13    | 1699        | 1796         | - 97       | 31    |
| 11        | Barreirense          | 22      | 7     | 15    | 1662        | 1882         | -220       | 29    |
| 12        | Illiabum             | 22      | 6     | 16    | 1666        | 1758         | -92        | 28    |
| 13        | Maia                 | 22      | 7     | 15    | 1703        | 1916         | -213       | 29    |
| 14        | Terceira             | 22      | 0     | 22    | 1570        | 2259         | -689       | 22    |

## Seconda fase
Non disputata

## Playoff
Non disputati